# 브라힘 디아스
브라힘 압델카데르 디아스(아랍어: ابراهيم عبد القادر دياز, 스페인어: Brahim Abdelkader Díaz, 1999년 8월 3일 ~ )는 스페인에서 태어난 모로코의 축구 선수로, 포지션은 공격형 미드필더, 윙어이다. 현재 스페인 라리가의 레알 마드리드에서 활약하고 있다.
모로코인 아버지와 스페인인 어머니 사이에서 태어났다.

## 출전 통계
| 클럽          | 시즌    | 출전 | 득점 |
| ------------- | ------- | ---- | ---- |
| 맨체스터 시티 | 2016-17 | 1    | 0    |
| 맨체스터 시티 | 2017-18 | 10   | 0    |
| 맨체스터 시티 | 2018-19 | 4    | 2    |
| 레알 마드리드 | 2018-19 | 11   | 1    |
| 레알 마드리드 | 2019-20 | 10   | 1    |
| 밀란          | 2020-21 | 39   | 7    |
| 밀란          | 2021-22 | 40   | 4    |
| 밀란          | 2022-23 | 46   | 7    |
| 레알 마드리드 | 2023-24 | 44   | 12   |
| 레알 마드리드 | 2024-25 | 32   | 4    |